# Barbara Chase-Riboud
Barbara Chase-Riboud (nascuda el 26 de juny de 1939 a Filadèlfia en Pennsilvània) és una escriptora, escultora i poeta afroamericana.

## Vida
Barbara va néixer el 26 de juny de 1939 a Filadèlfia. Es filla de Charles Edward Braithwaite Chase (empresari de la construcció) i Vivian May West Braithwaite Chase (ajudant mèdica).
És també coneguda amb els noms de Barbara Dewayne Chase-Riboud i de Barbara Chase.
Es va llicenciar a la Universitat Yale.
Barbara Chase-Riboud ha rebut diversos títols dedoctor honoris causa als Estats Units per a la seva obra literària. El 1979, La Virginienne (Sally Hemings) fou premiada com la millor obra de ficció escrita per una dona negra estatunidenca. També és autora de Portrait of ha Nude Woman as Cleopatra que al 1988 va obtenir del premi de poesia Carl Sandburg, de la Gran Sultana i del Negre del Amistad, que foren altres grans èxits.
L'any 1969, erigeix una estela a la memòria de Malcolm X.
Fou l'esposa del fotògraf Marc Riboud i va viure a París. Fou nomenada cavaller de les arts i les ciències.

## Premis i honors
- 1957, Beca John Hay Whitney
- Beca nacional per les arts
- 1979, Premi Janet Heidinger Kafka per excel·lència en la ficció per una afroamericana per l'obra Sally Hemings.[7]
- 1988, Premi Carl Sandburg per Portrait of a Nude Woman as Cleopatra[8]
- 1993, Doctorat honoris causa en lletres pel Muhlenberg College.[9]
- 1995, Premi James Van Dar Zee per Lifetime Achievement[10]
- 1996, Doctor honoris causa en lletres per la Universitat de Connecticut.[9]
- 1996, el govern francès li atorga el premi Chevalier des Arts et des Lettres.[11]
- 1996, comisionada per l'Administració dels serveis generals dels Estats Units pel memorial, Africa Rising, a 240 Broadway, lloc on hi ha el African Burial Ground National Monument.[12]
- 2004, Nominada al premi Hurston-Wright Legacy (ficció) per Hottentot Venus[13]
- 2005 "Best Fiction Book of 2004" pel Caucus Negre de la American Library Association per Hottentot Venus
- 2007, Premi del Caucus Femení del College Art Association.[14]
- 2007, Premi Alain Locke del Detroit Institute of Arts[15]

## Obres escollides

### Escultures
- Last Supper (1958)[16]
- Bullfighter (1958)[16]
- Malcolm X (1970)
- Why Did We Leave Zanibar (1971)[17]
- Confession for Myself (1973)
- Cleopatra's Cape (1973)
- Africa Rising (1998)
- Mao's Organ (2008)

### Novel·les
- Sally Hemings: A Novel (1979). ISBN 978-0-312-24704-1
- Valide: A Novel of the Harem (1986). ISBN 978-0-688-04334-6
- Echo of Lions (1989). ISBN 978-0-688-06407-5
- The President's Daughter (1994). ISBN 978-0-345-38970-1
- Hottentot Venus: A Novel (2003). ISBN 978-0-385-50856-8

### Poesia
- From Memphis & Peking (1974). ISBN 978-0-394-48899-8
- Portrait of a Nude Woman as Cleopatra (1987). ISBN 978-0-688-06403-7
- "Everytime a Knot is Undone, a God is Released" (2014). ISBN 978-1-60980-594-4